# Indianagent
Indianagent är titeln på statstjänstemän i USA och Kanada som är chefer för den federala administrationen på indianreservaten.

## USA

### Historia
Under det amerikanska frihetskriget utnämnde kontinentalkongressen agenter som skulle bo bland indianerna och påverka dem att stödja den amerikanska saken. Det viktigaste medlet för att uppnå detta stöd var handeln. 1786 delades indianförvaltningen i två distrikt, ett nordligt norr om Ohiofloden och ett sydligt söder därom. En överintendent (superintendent) blev chef för varje distrikt och han kunde utnämnda två biträden.
När indianreservaten minskade i storlek, började regeringen utnämnda indianagenter med ansvar för ett reservat. Agenterna var underställda överintendenterna som distriktschefer. I början på 1800-talet utövades befattningen som överintendent ex officio av de territoriella guvernörerna i Michigan, Arkansas och Missouri. Bland kända guvernörer och intendenter märks Lewis Cass och William Clark. 1822 fanns det 17 indianagenter utnämnda av presidenten. Det fanns också 25 underagenter (subagents). Dessutom fanns 34 tolkar och 25 smeder anställda.
Med tiden fick agenterna allt större makt över indianfolkens liv och egendom. Många missbrukade sin maktställning för egen vinning. För att få bukt med korruptionen började president Ulysses S. Grant utnämna officerare som indianagenter, men detta förbjöds av kongressen 1870. Istället vände sig presidenten till olika kyrkliga samfund, som fick föreslå lämpliga kandidater till befattningen som indianagent.
Under indianagenten lydde andra federala anställda, som kanslister, tolkar, lantbruksinstruktörer, smeder, mjölnare, slaktare, kuskar, boskapsskötare, arbetskarlar, väktare, ingenjörer och läkare samt lärare.